# Paula Forero
Paula Forero Cabrera (Bogotá, Colombia; 25 de enero de 1992) es una futbolista colombiana. Jugó de portera en la Selección femenina de fútbol de Colombia. Empezó la práctica de este deporte desde temprana edad como delantera; estudió en la escuela Riverview High School, en Riverview, Florida. En esta escuela jugó con el equipo de fútbol y fue elegida goleadora de la temporada en 2007-08. fue parte del equipo de fútbol Sub-16 del Celtic Club, en 2007 en Riverview, destacándose como una de las mejores y quedando como campeonas en la Copa Presidentes.

## Trayectoria

### Inicios
Comenzó su trayectoria como futbolista en el Colegio Gimnasio Vermont a la corta edad de 8 años en el equipo de niños, viajó a Medellín en el 2000, gracias a ese torneo otras niños tomaron iniciativa y formaron el equipo femenino de fútbol del Gimnasio Vermont. A finales de 2001 ingresa al Club Internacional de Bogotá (ÍNTER). En 2012 hizo una gira por Europa donde se jugaban torneos para niños pequeños, quedando en tercer lugar en Dinamarca. Y en 2005 viajó a Argentina Buenos Aires y Mar de Plata donde jugó partidos amistosos como parte de preparación. En el 2007 viajó a Miami al Orange Classic un torneo en donde no clasificaron.
En el 2005 a la edad de 13 años entra a formar parte de la Selección Bogotá donde jugó torneos nacionales como arquera. A finales del 2007 viaja a Estados Unidos donde juega una temporada en Riverview High School donde ganó un premio llamado First Conference First Team jugando como mediocampista. En ese momento fue convocada para participar en la Selección Colombia Femenina Sub-17 en 2008, donde regreso a Colombia. 
A su regreso el Club Internacional de Bogotá ya no existía fue cuando en 2009 comenzó un nuevo club femenino llamado Golstar del cual comenzó a ser parte, es ahí donde es campeona junto con el club por tres años consecutivos 2009, 2010 y 2011 con la Liga de Bogotá y con Selección Bogotá fue Campeona en 2010 y 2011 a nivel nacional. 

### Selección Colombia Femenina

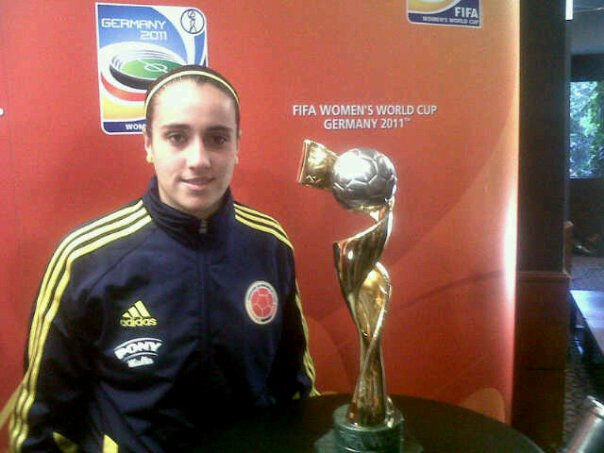
Paula Forero presentación de Copa Mundial de Mayores Bogotá 2011

En el 2008 fue convocada para ser parte de la Selección Colombia femenina Sub-17, donde comienza su preparación por un trayecto de 4 meses para el mundial de Nueva Zelanda; antes de esto juego partidos amistosos en Chile.
En 2010 fue llamada para participar en el Sudamericano Sub-20 en la ciudad de Bucaramanga, donde la Selección Colombia clasificó en segunda posición, junto con Brasil el cual ocupó el primer lugar. Ambos países latinoamericanos participaron en representación en el mundial de Alemania 2010.
En junio del 2010 la Selección Colombia Sub-20 junto con Paula Forero ganó obteniendo la 4ª posición frente a países como Alemania, Nigeria y Corea del Norte. En esta oportunidad Paula Forero pudo competir en todos los partidos jugando un total de 6 partidos. 
A su regreso Paula Forero fue nuevamente convocada para participar en el Sudamericano de Ecuador (Copa América Femenina) en noviembre de 2010, ahí jugó 6 partidos pues la arquera titular Sandra Sepúlveda se lesionó, quedando Paula Forero nuevamente como titular. La Selección Colombia Sub-20 quedó en segunda posición ganando nuevamente una clasificación al Mundial de Mayores en Alemania 2011, un cupo a los Olímpicos en Londres y Juegos Panamericanos en Guadalajara México. Paula Forero nuevamente entra en preparación para el Mundial de Alemania, en junio viajó a Suiza a jugar partidos de fogueo, pero en un entrenamiento Paula Forero se lesionó el cartílago de la rodilla izquierda, por lo que no pudo ser parte del Mundial de Alemania 2011. Gracias a esta lesión también perdió su participación en los Juegos Panamericanos en México. En enero de 2012 Paula Forero es becada gracias al deporte por University Of Miami donde actualmente juega.
Nuevamente Paula Forero es invitada a la convocatoria para representar a Colombia en los Juegos Olímpicos en Londres 2012, pero su lesión pasada de cartílago en la rodilla izquierda nuevamente presentó molestias, por lo cual fue sometida a una cirugía, la cual presentó un nuevo obstáculo para formar parte de la Selección Colombia Femenina de Mayores en los Juegos Olímpicos de Alemania 2011.

## Participaciones en copas internacionales
- Copa Mundial Femenina Sub-17 Nueva Zelanda 2008
- Campeonato Sudamericano Femenino Sub-20 2010
- Copa Mundial Femenina Sub-20 de la FIFA Alemania 2010
- Copa América Femenina Ecuador 2010

## Clubes
- Club Internacional de Bogotá
- Football Club Hillsborough
- Golstar